# Szczeniaki
Szczeniaki – powieść peruwiańskiego pisarza Maria Vargasa Llosy, po raz pierwszy opublikowana w 1967 roku pod tytułem Los cachorros. 
Zbiorowym bohaterem krótkiej powieści Llosy jest grupka chłopców: Cuellar, Choto, Chingolo, Manuco oraz Lalo. Dorastają w zamożnej dzielnicy Miraflores, chodzą do jednej szkoły. Ich losy są przedstawione na przestrzeni lat, fabuła obejmuje okres od dzieciństwa po czasy studenckie i zawierane małżeństwa. Jedynym, który wyłamuje się z tego schematu jest Cuellar, jednak nie ze swej woli: po zakończeniu jednego z meczów piłkarskich zostaje zaatakowany przez psa i traci przyrodzenie. Mimo kastracji ma nadal postępować jak jego rówieśnicy, przystosować się do oczekiwań środowiska, co prowadzi do alienacji i tragedii.
Utwór jest często wydawany razem ze zbiorem opowiadań Wyzwanie z 1959.